# ジェイムズ・ジョセフ (自転車選手)
ジェイムズ・ジョセフ（James Joseph, 1957年5月11日 – ）は、ガイアナの自転車競技選手。オリンピック自転車競技のスプリント種目に2度出場。
1980年のモスクワオリンピックでは、1回戦で敗れるも1回戦敗者復活戦で勝利し2回戦に進出。2回戦でも敗れるが2回戦敗者復活戦で勝利し3回戦に進出。3回戦は敗れ、3回戦敗者復活戦でも敗退。最終成績は、棄権3名を除く全出場者15名のうち10番目の順位であった。
1984年のロサンゼルスオリンピックでは、1回戦で敗れ、1回戦敗者復活戦でも敗れたため、1回戦敗者復活戦決勝まで進み、そして敗退した。最終成績は、棄権1名を除く全出場者33名のうち29番目の順位であった。